# 侵略战争
侵略战争是一场缺乏自卫理由的军事冲突。根据习惯国际法，发动侵略战争是一项犯罪。国际法学者们普遍认为纳粹德國在第二次世界大战中寻求所谓“生存空间”的军事行动具有侵略战争的特点。
不具有国际合法性的战争均可被视为侵略战争；然而，仅此通常并不足以构成侵略战争；某些战争可能是非法的，但不具有侵略性（例如，为解决边界争端的战争，发动者有合理权利和限定目标）。
第二次世界大战之后，纽伦堡国际军事法庭认为发动侵略战争“根本上是一件邪恶的事情……发动侵略战争，不仅是国际罪行，而且是最高级别的国际罪行，它与其他战争罪行的差别仅在于它包含了所有的罪恶。”《联合国宪章》第三十九条规定安全理事会应断定任何侵略行为是否存在，并“应作成建议或抉择依第四十一条及第四十二条规定之办法，以维持或恢复国际和平及安全。”
《国际刑事法院罗马规约》中将侵略罪作为“整个国际社会关注的最严重犯罪”之一，并规定国际刑事法院对侵略罪具有管辖权。然而，罗马规约规定只有缔约国界定侵略罪的定义及规定该法院对这一犯罪行使管辖权的条件后，该法院才能对侵略罪行使管辖权。

## 侵略罪的来源和定义

### 纽伦堡原则
1945年，国际军事法庭伦敦宪章界定了包括反和平罪在内的三类罪行。芬兰首先在其战争责任审判中使用这一定义来起诉政治领导人。这些原则后来被称为纽伦堡原则。
1950年，纽伦堡法庭在提交给联合国大会的原则六，特别是第一条中规定了反和平罪的定义：
（一）计划、准备、发起或进行侵略战争或破坏国际条约、协定或承诺的战争；
（二）参与共同策划或胁从实施上述第1项所述任何一项行为的。
参见：纽伦堡审判：“德国投降书提供了法院管辖权的法律依据，德国的政权已经移交给盟国管制委员会，其对德国具有统治权，可以选择惩罚违反国际法和战争法的行为。因为法院只限于惩罚违反战争法的行为，它对发生在1939年9月1日战争爆发前的罪行不具有管辖权。”
因犯有反和平罪，纽伦堡法庭判处了一些对发动二战负有责任之人。其后果之一是，发动武装冲突的国家现在必须证明，他们或是在行使单独或集体自卫的权利，或是在执行刑法的强制规范。因此，1945年以后，正式宣战十分少见。
在审判期间，美国的首席检察官罗伯特·H·杰克逊表示：
“发动侵略战争，不仅是国际罪行，而且是最高级别的国际罪行，它与其他战争罪行的差别仅在于它包含了所有的罪恶。”
最高法院陪审法官威廉·奥维尔·道格拉斯指控盟军在纽伦堡“用权力代替了原则”。他写道：“当时而且至今我依然认为纽伦堡审判是无原则的。法律是事后制定的，以适应当时的群情激愤。”

### 联合国宪章
罗马规约第5.2条所提到的联合国宪章有关规定包含了纽伦堡原则。具体是指原则六，第一条“反和平罪”，它以1945年发布的国际军事法庭伦敦宪章的规定为基础，并为二战后战争罪行的审判奠定了基础。基于纽伦堡原则六第一条的联合国宪章条款包括：
- 第一条：

联合国之宗旨为:
1. 维持国际和平及安全；并为此目的：采取有效集体办法、以防止且消除对于和平之威胁，制止侵略行为或其他和平之破坏；并以和平方法且依正义及国际法之原则，调整或解决足以破坏和平之国际争端或情势。
2. 发展国际间以尊重人民平等权利及自决原则为根据之友好关系，并采取其他适当办法，以增强普遍和平。

- 第二条，第四款

各会员国在其国际关系上不得使用威胁或武力，或以与联合国宗旨不符之任何其他方法，侵害任何会员国或国家之领土完整或政治独立。
- 第三十三条

任何争端之当事国，于争端之继续存在足以危及国际和平与安全之维持时，应尽先以谈判、调查、调停、和解、公断、司法解决、区域机关或区域办法之利用、或各该国自行选择之其他和平方法，求得解决。
安全理事会认为必要时，应促请各当事国以此项方法，解决其争端。
- 第三十九条

安全理事会应断定任何和平之威胁、和平之破坏、或侵略行为之是否存在，并应作成建议或抉择依第四十一条及第四十二条规定之办法，以维持或恢复国际和平及安全。

### 联合国大会第3314号决议
1974年12月14日，联合国大会通过了第3314号决议，给出了侵略的定义。这一定义在国际法下并不具有法律约束力，但常常被引用以与军事行动加以区分。
这个定义区分了侵略（“引起国际责任”）和侵略战争（“破坏国际和平的罪行”）。侵略行为被界定为武装侵入或攻击、轰炸、封锁、武装侵犯领土，允许其他国家使用自己的领土犯下侵略行为以及雇用武装非正规军或雇用兵实施侵略行径。侵略战争是一系列具有持续意图的行为。该定义对侵略行为和侵略战争进行了区分，并明确指出除侵略战争外并非每一侵略行为均可构成反和平罪。尽管如此，国家应对侵略行径负责。
定义的用词已遭到许多评论家的批评。其有关使用非正规武装人员的条款显然很含糊，对于何种程度的“卷入”会引起国家责任，规定也并不明确。该定义也是以国家为中心的，它认定国家是侵略行径唯一的责任方。国内或跨国的叛乱团体，诸如那些参与塞拉利昂内战和南斯拉夫战争的团体，尽管他们是非国家当事方，却是各自冲突中的关键参与者；他们并不在该定义的范畴内。
侵略的定义也并未涵盖国际组织的行为。这一定义获得通过时存在的两个主要军事联盟——北约和华沙条约组织——均不属于国家主体，因此不在该定义的范畴内。此外，该定义并不涉及个人对侵略行为应负的责任。人们普遍认为其并未对个人刑事诉讼提供充分的依据。
虽然这一侵略定义常常被反对诸如1999年科索沃战争和2003年伊拉克战争的人所引用，但在国际法下，它并不具有约束力。法无明文不为罪的理论意味着，由于国际法在侵略问题上不具有约束力，对违背定义之行为的惩罚并不存在。仅在最近，国家元首才因战时犯下的行为被起诉，例如塞尔维亚的斯洛博丹·米洛舍维奇以及利比里亚的查尔斯·泰勒。然而，两人都被控犯有战争罪，即违反了战争法，而不是侵略定义所规定的更广泛的“破坏国际和平的罪行”。
该定义对安全理事会不具有约束力。联合国宪章授权大会向联合国安理会提出建议，但大会不得命令安理会。以该定义为附件的决议表明，它的目的在于为安全理事会提供指导，以帮助它“按照宪章决定侵略行为是否存在”。安全理事会可斟酌情况，采用或无视这一指导意见。法律评论者认为，侵略定义对安全理事会的审议工作“没有明显的影响”。

### 国际刑事法院罗马规约
《国际刑事法院罗马规约》将侵略罪列为国际社会关注的最为严重的罪行之一，并规定侵略罪属于国际刑事法院的管辖范围。
然而，罗马规约第五条第二款规定：“在依照第一百二十一条和第一百二十三条制定条款，界定侵略罪的定义，及规定本法院对这一犯罪行使管辖权的条件后，本法院即对侵略罪行使管辖权。这一条款应符合《联合国宪章》有关规定。”在2010年5月召开的审议大会上，国际刑事法院成员国大会通过这样一个定义。
联合国有关国际刑事法院成员国的情况介绍：
侵略呢？不在规约中吗？
侵略已被列为法院管辖权中的一项犯罪。但首先，缔约国必须通过一项协定以确定两件事：侵略的定义，迄今已证明极其困难，以及在何种条件下法院可以行使其管辖权。若干建议已得到审议。一些国家认为，根据联合国宪章及其赋予安全理事会的职责，只有安理会才有权裁决侵略行为的发生。如果这一点得到认同，那么只有在安理会作出裁决后，法院才能采取行动。其他国家则认为，这种权力不应局限于安全理事会。目前正在审议的建议指出如果对于侵略的指控，安理会未在一定的时间内采取行动，则应将这一职权授予大会或国际法院。2002年9月，法院成员国大会设立了一个向所有国家开放的特别工作组，以详细修订有关侵略条款的提案。